# Amadou Seyni Maïga
Amadou Seyni Maïga (* 17. August 1942 in Dosso; auch Amadou Seyni Magagi) ist ein nigrischer Offizier, Politiker und Diplomat.

## Leben
Amadou Seyni Maïga gehört der Volksgruppe der Zarma an. Sein Vater Seyni Magagi war von 1969 bis 1974 traditioneller Herrscher (chef traditionnel) von Kiota und Harikanassou mit dem Titel Djermakoye. Maïga wurde 1962 in die Nigrischen Streitkräfte einberufen, wo er eine mehr als 30 Jahre dauernde Laufbahn absolvierte. Während seines Dienstes in der 2. motorisierten Saharakompanie in Agadez wurde er 1963 zum Korporal befördert. Dem schloss er eine Fortbildung an der Schule für Reserveoffiziere in Montpellier in Frankreich an. Ab 1964 diente er in der 4. motorisierten Saharakompanie in N’Guigmi. Nach einer weiteren Fortbildung an der Infanterieschule im französischen Saint-Maixent erhielt er 1966 den Rang eines Unterleutnants. Maïga wurde 1967 Adjutant des Staatspräsidenten Hamani Diori und im darauffolgenden Jahr zum Leutnant befördert. Er wurde 1970 Kommandant des Ausbildungszentrums der Nigrischen Streitkräfte in Tondibiah und 1973 Kommandant der 5. motorisierten Saharakompanie in Tahoua. Im Februar 1974 wurde er Kommandant der 1. Kommando-, Verwaltungs- und Versorgungskompanie in der Hauptstadt Niamey.
Maïga gehörte zu den Offizieren, die am 15. April 1974 Staatspräsident Hamani Diori stürzten. Seine Aufgabe während des Militärputsches bestand darin, die staatliche Rundfunkanstalt ORTN unter seine Kontrolle zu bringen. Maïga war Mitglied des Obersten Militärrats, der bis 1989 die Militärjunta Nigers bildete. Er wurde kurz nach dem Militärputsch Kommandant der Republikanischen Garde und zum Hauptmann befördert. Maïga übernahm für das Regime Aufgaben in der Zivilverwaltung, während er seine militärische Karriere weiterverfolgte. Er wurde 1976 Präfekt des Departements Niamey und besuchte in Montpellier eine Fortbildung für Hauptmänner der Infanterie. Ab 1979 war er als Präfekt des Departements Maradi eingesetzt. Von 16. Juni 1980 bis 31. August 1981 gehörte Maïga der nigrischen Regierung als Gesundheits- und Sozialminister an. Während dieser Zeit erfolgte seine Beförderung zum Major. Nach seinem Ausscheiden aus der Regierung wurde er Präfekt des Departements Zinder und zugleich Kommandant des 3. Bataillons. Maïga machte von 1983 bis 1984 eine Fortbildung an der Ecole Supérieure de Guerre Interarmées in Paris, während er an der dortigen Botschaft Nigers als Militärattaché tätig war. Zurück in Niger, wurde er noch 1984 wieder als Präfekt des Departements Maradi eingesetzt und 1986 zum Oberstleutnant ernannt. Ab 1988 arbeitete er erneut als Präfekt des Departements Zinders, ferner als Präsident des regionalen Entwicklungsrates des Departements.
Der Oberste Militärrat wurde 1989 aufgelöst. Das nigrische Regime versuchte sich unter anderem durch die Wiedereinführung einer Verfassung neu zu institutionalisieren. Im Mai 1989 wurde eine neue Einheitspartei gegründet, die Nationale Bewegung der Entwicklungsgesellschaft, in der Amadou Seyni Maïga Parteisekretär wurde. Zu Jahresbeginn 1990 erhielt er den Rang eines Obersts. Bei Studentenprotesten gegen finanzielle Kürzungen gab das Militär Schüsse auf die Demonstranten auf der Kennedybrücke in Niamey ab, was mehrere Todesopfer forderte. Das Regime versuchte auf den aufsehenerregenden Vorfall mit Personalrochaden zu reagieren. Maïga wurde die Verantwortung für die Schüsse gegeben und im März 1990 seines Postens als Parteisekretär enthoben. Ab September 1990 war er aber wieder als hochrangiger Berater im Verteidigungsministerium tätig, außerdem kommandierte er das 1. Bataillon der nigrischen Interventionstruppen im Zweiten Golfkrieg. Danach arbeitete er als Generalinspektor der Nigrischen Streitkräfte. Das nigrische Regime gab im Sommer 1991 die Macht an eine Nationalkonferenz ab, die den Übergang zu einer freien Mehrparteiendemokratie ohne politische Beteiligung des Militärs vorbereitete. Maïga wurde im Zuge dessen aller militärischen und administrativen Funktionen enthoben. Ein knappes Jahr später ging er in den Ruhestand.
Der 1993 gewählte Staatspräsident Mahamane Ousmane ernannte Amadou Seyni Maïga 1994 zum Vorsitzenden einer Kommission, die für die Einziehung und Kontrolle unerlaubter Waffen zuständig war. Im Folgejahr erhielt Maïga als Parteisekretär für Sicherheit wieder ein hohes Amt in der Nationalen Bewegung der Entwicklungsgesellschaft. Unter Staatspräsident Ibrahim Baré Maïnassara wurde er 1997 zum Botschafter Nigers in Kuwait ernannt. Danach war Maïga Sonderberater des von 2010 bis 2011 amtierenden Staatschefs Salou Djibo. 2013 trat er in die Fußstapfen seines Vaters und wurde zum Djermakoye von Kiota und Harikanassou gewählt.
Maïga ist verheiratet und hat drei Kinder.

## Ehrungen
- Großkreuz des Nationalordens Nigers[2]
- Kommandeur der Ehrenlegion
- Offizier des französischen Ordre national du Mérite
- Verdienstkreuz am Bande des Verdienstordens der Bundesrepublik Deutschland
- Ritter des Verdienstordens Nigers
- Ritter des marokkanischen Allaoui-Ordens
- Ritter des Verdienstordens des Emirats Kuwait
- Ritter des Verdienstordens der Republik Mali
- Ritter des Verdienstordens der Islamischen Republik Mauretanien
- Ritter des Verdienstordens der Zentralafrikanischen Republik
- Tapferkeitskreuz mit Palme
- König-Abdulaziz-Medaille[3]
- Orden der Wolke und des Banners 5. Klasse (Republik China)[7]